# 神引山

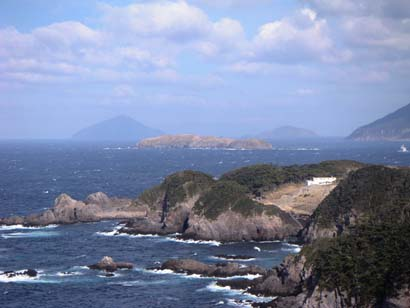
神引展望台から東方、地内島、利島方面を望む

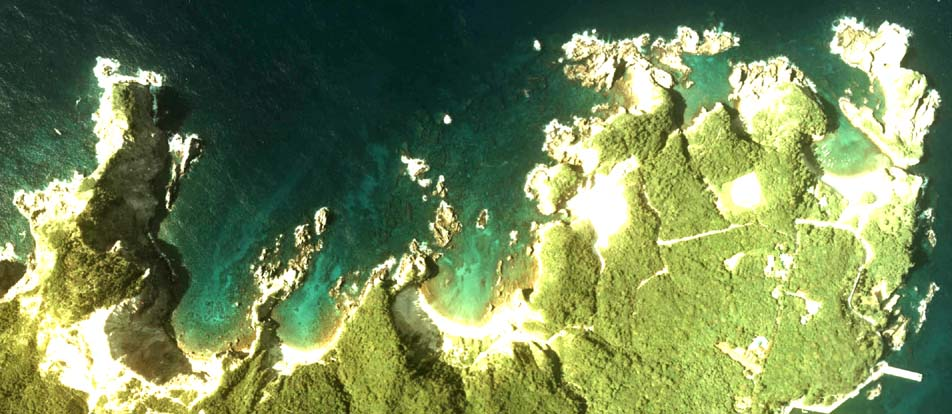
式根島北部の海岸の航空写真。左が神引山。

神引山（かんびきやま）は、東京都新島村式根島の伊豆諸島式根島北部にある、標高98.5m（三角点）の山である。神引湾の西にあたり、神引展望台からの眺めは勇壮である。伊豆大島、利島、新島、神津島、三宅島、御蔵島、伊豆半島、富士山が望めると言われる。式根島の最高点は109mであり、それに近い。